# Aux champs
Pour l’article ayant un titre homophone, voir Auchan.
Aux champs est une nouvelle de Guy de Maupassant, parue en 1882.

## Historique
Aux champs est initialement publiée dans la revue Le Gaulois du 31 octobre 1882, puis dans le recueil Contes de la bécasse en 1883.
La nouvelle est dédiée à Octave Mirbeau. Cette nouvelle est, selon certains, une des plus réussies et des plus cruelles de Maupassant.

## Résumé
Deux familles pauvres, les Tuvache et les Vallin, vivent misérablement mais en bonne intelligence dans deux chaumières voisines.
Un jour, M. et Mme d’Hubières, qui n'ont pas d'enfant, veulent adopter moyennant finances, le plus jeune fils des Tuvache, Charlot. La mère refuse violemment cette proposition inhumaine à ses yeux. Le couple propose alors le contrat aux Vallin qui acceptent la rente en augmentant le tarif proposé au début par M. et Mme d’Hubières. À la suite de cela, les deux familles (les Tuvache et les Vallin) ne se parlent plus. La mère Tuvache dénigre ses voisins et se présente comme une mère exemplaire, ce qui amène Charlot, son fils, à se sentir supérieur, car il n'a pas été vendu. Vingt ans plus tard, le fils Vallin, devenu un jeune homme riche, refait son apparition. Il entre dans la chaumière des Vallin et embrasse ses parents qui fêtent son retour. Le fils des Tuvache, jaloux, en veut tant à ses parents de ne pas l’avoir vendu qu’il les insulte avant de quitter la maisonnette.

## Adaptations
À la télévision
- 1986 : Aux champs[4], épisode 4 de la série télévisée française L'Ami Maupassant, réalisé par Hervé Baslé, avec Maryline Even
- 2008 : Aux champs[5], épisode 3, saison 2, de la série télévisée française Chez Maupassant, réalisé par Olivier Schatzky, avec Marianne Basler

En bande dessinée
- Aux champs, par Michel Pierret, collection Je Bouquine, no 135, mai 1999

## Éditions
- Aux champs, dans Guy de Maupassant, Contes et Nouvelles, tome I, texte établi et annoté par Louis Forestier, éditions Gallimard, Bibliothèque de la Pléiade, 1973  (ISBN 978 2 07 010805 3).